# Etienne Leroux
Etienne Leroux (* 13. Juni 1922 in Oudtshoorn; † 30. Dezember 1989 in Bloemfontein; eigentlicher Name Stephanus Petrus Daniël le Roux) war ein südafrikanischer Schriftsteller. Er gehörte zur Avantgarde-Bewegung der auf Afrikaans schreibenden Sestigers.

## Leben
Leroux’ Vater Stephanus Patrus le Roux gehörte der Nationalen Partei an und war von 1948 bis 1958 Landwirtschaftsminister in der Apartheid-Regierung. Leroux studierte an der Universität Stellenbosch Rechtswissenschaften und erreichte dort einen Bachelor of Arts sowie einen Bachelor of Law. 1946 erwarb er die Farm Ja-Nee („Ja-Nein“) bei Koffiefontein, die er fortan neben seiner Tätigkeit als Autor bewirtschaftete. Unter anderem züchtete er Merinoschafe und baute Baumwolle und Tomaten an. 1948 heiratete er die Kunstmalerin Renée Malherbe, mit der er drei Kinder hatte. 1954 verbrachte er fünf Monate in Europa, vor allem in Paris. Im Folgejahr erschien unter seinem Pseudonym Etienne Leroux sein erster Roman, Die eerste lewe van Colet (etwa: „Colets erstes Leben“). Die ersten drei Bücher bilden eine Trilogie.
In den 1960er Jahren gehörte Leroux den Sestigers an, die sich politisch gegen die Mehrheitsmeinung der Buren stellten und zugleich eine stilistische Erneuerung der afrikaanssprachigen Literatur vorantrieben. 1962 erschien der Roman Sewe dae by die Silbersteins (etwa: „Sieben Tage bei den Silbersteins“), der den Besuch des jungen Henry van Eeden (etwa: „Henry vom Paradies“) bei der Burenfamilie Silberstein auf der Farm Welgevonden schildert. Er möchte dort seine ihm unbekannte Verlobte aufsuchen, muss aber stattdessen in Begleitung des Hausherrn die Farm und verschiedene Personengruppen kennenlernen. Das Buch parodiert den Romanstil früherer Buren-Romane und beschreibt jeden der sieben Tage mit zunehmender Surrealität. Vor allem ab 1964, nach dem Erhalt des renommierten Hertzogprys der Suid-Afrikaanse Akademie vir Wetenskap en Kuns für Sewe dae by die Silbersteins, wurde Leroux von vielen Buren öffentlich angefeindet und als Kommunist bezeichnet.
1964 veröffentlichte Leroux den Roman Een vir Azazel (etwa: „Einer für Asasel“). Zusammen mit Sewe dae by die Silbersteins und Die derde oog (etwa: „Das dritte Auge“) bildet er die „Silberstein-Trilogie“, die auch beim britischen Verlag Penguin auf Englisch als To a dubious salvation veröffentlicht wurde. Leroux war ab 1967 mit dem US-amerikanischen Schriftsteller Graham Greene befreundet, nachdem dieser Sewe dae by die Silbersteins gelesen hatte. 1968 löste sich die Bewegung der Sestigers auf, weil nur ein Teil der Mitglieder, darunter Leroux, die politische Rolle der Schriftsteller stärker herausstreichen wollte. 1969 ließ er sich scheiden. 1970 heiratete er die Pianistin Elizabeth Joubert. Die nächsten drei Romane bilden die dritte Trilogie. 
Leroux’ 1976 erschienener Roman Magersfontein, o Magersfontein schildert ebenfalls in parodistischer Form die Arbeit einer Filmcrew, die die Schlacht von Magersfontein aus dem Zweiten Burenkrieg nachstellen möchte. Anfangs erlaubte das Publication Control Board, die Zensurbehörde Südafrikas, die Veröffentlichung, später wurde es gebannt, nachdem sich die Aksie morele standaarde (etwa: „Aktion für moralische Werte“) bei Informationsminister Connie Mulder über das Buch beschwert hatten – obwohl der Initiator nach eigenem Bekunden das Buch gar nicht verstanden hatte. Erst 1980 wurde der Bann aufgehoben. Gleichwohl erhielt er 1979 auch für dieses Werk den Hertzogprys. Nach der Auszeichnung verließ er jedoch die Akademie, weil sie den Schriftsteller Adam Small, der zur Bevölkerungsgruppe der Coloureds gehörte, nicht aufnehmen wollte.
1982 erschien Onse Hymie, eine Satire auf das Apartheidsystem. Ein Jude wandert durch die Karoo, kontrastiert mit einem „Fleischpalast“, einem „Mikrokosmos der Moderne“, in dem die Vielzahl der Apartheidsgesetze schließlich dazu führt, dass der sie steuernde Computer zusammenbricht. Leroux’ Bücher wurden nicht ins Deutsche übertragen. 
Leroux starb in Bloemfontein und wurde im Familiengrab in Wamakersdrift bei Koffiefontein beerdigt.

## Auszeichnungen
- 1964: Hertzogprys für Prosa für Sewe dae by die Silbersteins
- 1964: CNA Literary Award für Een vir Azazel
- 1976: CNA Literary Award für Magersfontein, o Magersfontein!
- 1978: Ehrendoktorwürde der Universität Natal
- 1979: Hertzogprys für Prosa für Magersfontein, o Magersfontein!

## Werke
- 1955: Die eerste lewe van Colet
- 1957: Hilaria
- 1959: Die mugu
- 1962: Sewe dae by die Silbersteins
- 1964: Een vir Azazel
- 1966: Die derde oog
- 1967: 18-44
- 1969: Isis, Isis, Isis
- 1972: Na’va
- 1976: Magersfontein, o Magersfontein!
- 1982: Onse Hymie
- 1990: Die suiwerste hugenoot is Jan Schoeman (postum, Faksimile)